# Крушејани
Крушејани (мкд. Крушеани) су насеље у Северној Македонији, у средишњем делу државе. Крушејани припадају општини Кривогаштани.

## Географија
Насеље Крушејани је смештено у средишњем делу Северне Македоније. Од најближег већег града, Прилепа, насеље је удаљено 25 km западно.
Крушејани се налазе у средишњем делу Пелагоније, највеће висоравни Северне Македоније. Насељски атар је махом равничарски, док се даље ка западу издижу прва брда планине Баба. Јужно од насеља протиче Црна река. Надморска висина насеља је приближно 600 метара.
Клима у насељу је континентална.

## Становништво
По попису становништва из 2002. године, Крушејани су имали 578 становника.
Претежно становништво у етнички Македонци (99%).
Већинска вероисповест у насељу је православље.